# М00-М03 инфекцијски артритиси
М00-М03 инфекцијски артритиси су група бактеријских, микобактеријских, вирусних, инфекција зглобова и околног ткива, које спадају у групу реуматичних инфективних артритиса и спондилодисцитиса. Микробиолошка дијагностика је од пресудног значаја, а терапија је антибиотска.

## Етиологија
Узрочник болести је микроорганизам, а улазна врата инфекције су некада позната а некада непозната. 
| МКБ-ознака | Опис                                                                                       | Назив болести | Чланак   |
| ---------- | ------------------------------------------------------------------------------------------ | --- | -------- |
| М00        | Гнојни артритис                                                                            | Гнојни артритис (бактеријски артритис, пиартрос) • Кокситис | Артритис |
| М01        | Директне инфекције заједничке за инфективне и паразитарне болести сврстане на другом месту | • Менингококни артритис • Туберкулозни артритис • Артритис код Лајмске болести • Артритис код лепре • Артритис код локализованих инфекција салмонелом • Тифусни артритис • Паратифусна грознице • Гонококни артрит • Артритис код рубеоле • Артритис у заушакама • Артритис код О'Нионг-нионг грознице • Артритис код микоза | Артритис |
| М01        | Реактивни артритис                                                                         | Реактивни артритис • Артритис након цревног премошћавања (цревног бајпаса) • Постентеритични артритис • Поствакцинални артритис • Реитерова болест | Артритис |
| М03        | Постинфективни и реактивни артритис код обољења класификованих на другом месту             | • Артритис после менингококне инфекције • Постинфективни артритис код сифилису • Clutton--синдром • Артритис код постинфективног ентеритиса • Постинфективни артритис код вирусног хепатитиса | Артритис |

## Клиничка слика
Клиничком сликом доминира регионална симптоматологија, али у тежим случајевима долази до дисеминовене (проширене) инфекције (сепса). 

## Дијагноза
Микробиолошка дијагностика је од пресудног значаја за утврђивање болести

## Терапија
Терапија је антибиотска и антивирусна.